# Rotunda
La lletra gòtica rotunda, gòtica rodona o gòtica de llibres és un tipus de lletra que pertany al grup d'estils cal·ligràfics sorgits en el període gòtic durant els segles segle xii - segle xv (lletra gòtica), en oposició a l'escriptura «antiga» (antiqua) que feia referència a la minúscula carolina. El significat de la paraula «gòtica» equival a «bàrbar» mentre que el terme «antiga» està lligat als models romans.
Cap mena d'escriptura presenta tantes varietats i tipus cal·ligràfics com la lletra Gòtica. Per la seva forma d'ocupació es distingeixen dos gèneres principals: la Gòtica Libraria també coneguda com a textualis formata o dreta i la Gòtica Documental o documentària, bastarda, híbrida o Gòtica cursiva.
La lletra gòtica libraria (textualis) va ser utilitzada en edicions de llibres, sobretot de luxe. També sol donar-se el nom de formada (formata) perquè els primers impressors van copiar de manera exacta l'estil (la forma) dels amanuenses de l'època. Es distingeixen diversos tipus dins de la categoria Llibreria, sent els més excel·lents els denominats Textura, Rotunda i Fraktur. La Textura és la que va utilitzar Gutenberg a l'edició de la Bíblia mentre que la Fraktur es va desenvolupar com un estil nacional alemany.

## Origen i història

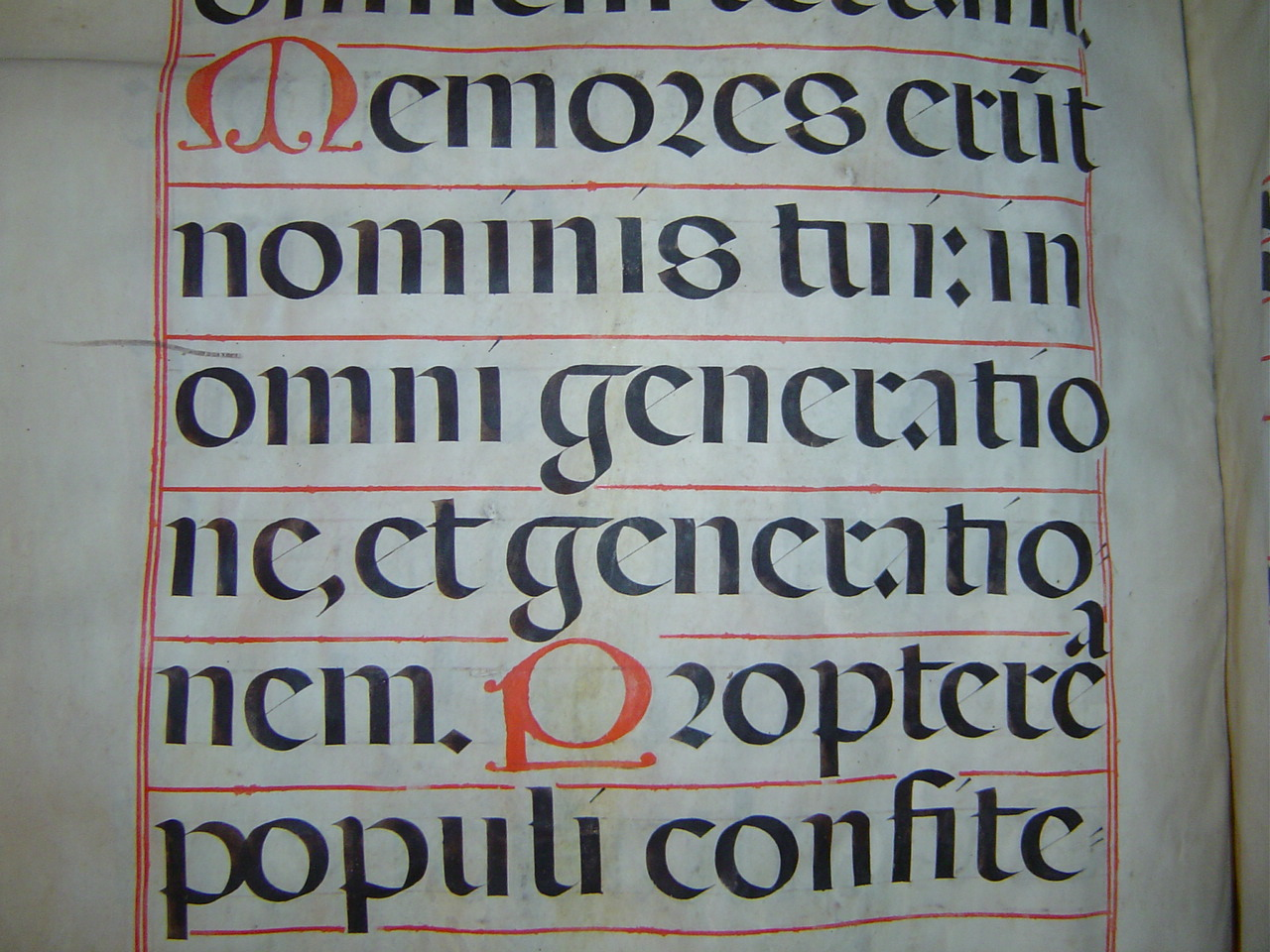
Lletra gòtica rotunda.

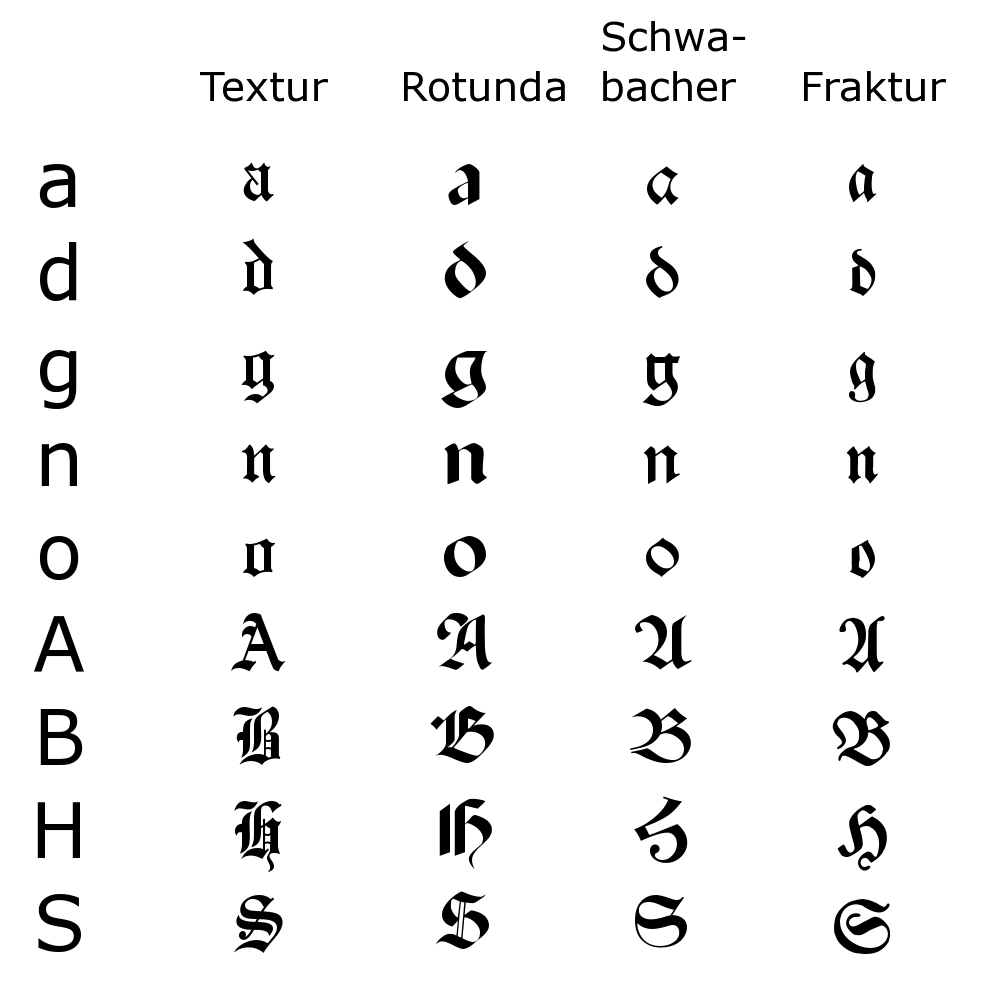
Lletres rotundes.

La lletra rotunda és essencialment de forma rodona, amb un traçat que n'afavoreix la lectura, ja que no es compacten en excés els signes. Té semblança amb la lletra carolina, però les lletres presenten certa angulositat i traços més gruixuts, cosa que fa que tingui un major pes visual que les carolines. Hi ha qui ubica l'origen de la lletra Gòtica Rotunda a la Universitat de Bolonya, durant el segle xiv a Itàlia on es va desenvolupar com a resultat de la necessitat d'una cal·ligrafia molt llegible per a la producció de llibres universitaris.
Hi ha una altra versió que assenyala que la lletra Rotunda sorgeix a Itàlia per tal de conciliar els estils gòtics angulosos molt populars al nord d'Europa amb els antics estils arrodonits carolins. Característiques formals que van influenciar fins i tot els perfils arquitectònics del Gòtic italià. Encara que l'estil Rotunda s'origina a Itàlia al segle xiv, el seu desenvolupament es va donar fora d'ella, principalment a França i sobretot a la península Ibèrica que va ser un gran difusor d'aquest estil cal·ligràfic a escala internacional, sobretot cap al continent americà.
Aquest estil va ser tan ben acollit que s'inclouen pràcticament tots els manuals d'ensenyament de l'escriptura impresos al Renaixement. Només cal revisar els llibres dels grans cal·lígrafs italians Tagliente, Cresci, Arrighi i Palatino ia Espanya el mateix Juan de Yciar. La lletra gòtica Rotunda va donar origen a la lletra Rodona sorgida a Espanya a partir del segle xvi i es va utilitzar tant per a textos escrits en llatí com en llengües vernacles. Un exemple d'ells és el Mío Cid, el manuscrit del qual més antic està escrit amb una minúscula gòtica rodona de petit format.
La influència de la Rotunda va ser tal que fins i tot es van crear tipus per a impremta seguint aquest estil. Són notables els produïts pels impressors Wendelin d'Espira i Nicolás Jenson produïts el 1462, tot just deu anys després de l'aparició del primer llibre imprès a Europa.
La lletra rotunda és la família tipogràfica gòtica que es va convertir en el més usual als països mediterranis. Va arribar a Lió, França des d'Itàlia en 1482, d'aquí va passar al sud del país i després a Espanya. La rotunda era tan popular a Espanya fins al final del segle xvi que els estrangers la identificaven amb el país. Plantin va cridar a un dels seus tipus gòtics el Castillane ia un altre el Cànon d'Espagne. A Espanya es van anomenar aquests tipus de lletra de tortis, per estar basades en els usats a Venècia per Bautista i Gregorio de Tortis.
L'estil rotunda es caracteritza per fer ús d'una gran quantitat d'abreviatures per estalviar espai (per estalviar pergamí). Aquestes abreviatures es coneixen com a símbols o notes tironianes l'origen de les quals es remunta al segle i a.C. El nom que se'ls atorga procedeix de Tir, secretari de Ciceró, inventor d'un dels sistemes taquigràfics més populars de l'antiguitat, les notes Tironianes, que van ser utilitzades àmpliament des de principis de l'edat mitjana.
Tot i la introducció dels caràcters humanístics a Itàlia, la Rotunda es va continuar usant per a l'escriptura de llibres devocionals fets per a la noblesa, fins i tot fins al segle xvii.
A l'estudi de la cal·ligrafia emprada en l'escriptura dels llibres corals, l'estil Gòtic Rotunda és sens dubte el de més importància perquè és el que es va definir com el propi per a l'escriptura d'aquests llibres des del seu origen.